# Feuerprobe der hl. Kunigunde
Das zwischen 1490 und 1495 entstandene Tafelbild von Wolfgang Katzheimer stellt die Legende der Feuerprobe oder auch Pflugscharenprobe der hl. Kunigunde dar. Es befindet sich in der Neuen Residenz in Bamberg. 

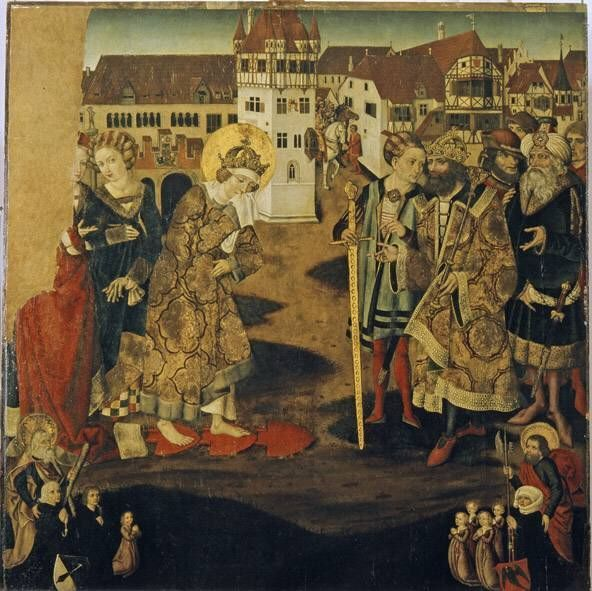
Wolfgang Katzheimer, Feuerprobe der hl. Kunigunde, Öl auf Holz, 121,3 cm × 117,3 cm, 1490–1495

## Beschreibung
Das Gemälde zeigt die so genannte Feuerprobe der heiligen Kunigunde. Die Hauptszene, das „Gottesurteil“, befindet sich im Mittelgrund, auf Mitte der Bildhöhe. Auf der linken Seite befindet sich Kunigunde, die barfuß über glühende Pflugscharen geht; links von ihr stehen zwei vornehm gekleidete Frauen. Auf der rechten Seite des Bildes ist Heinrich II. mit Krone und Zepter erkennbar, der von fünf weiteren Männern umgeben ist. Auch sie sind vornehm gekleidet. Einer der Männer hält ein Richtschwert als Zeichen der Gerichtsgewalt. Im Hintergrund sind die verwinkelten Fachwerkbauten der Alten Hofhaltung in Bamberg zu sehen. Aus der Gasse im Zentrum des Hintergrundes bewegt sich eine Gruppe in Richtung der Hauptszene. Der Vordergrund ist überwiegend dunkel gehalten. In den Ecken sind kleine Stifterfiguren mit Schutzheiligen und Wappen abgebildet. Die Figuren im Vorder- und Mittelgrund wenden sich zur Bildmitte hin, die selbst allerdings leer bleibt. Dadurch bildet sich eine Blickachse vom Vordergrund bis hin zu den Personen im Hintergrund. Auf der linken Seite des Gemäldes befindet sich ein großer Schaden. Da die Malschicht fehlt, sind die Darstellungen in diesem Teil des Bildes nicht mehr lesbar.

### Vordergrund
Die Stifterfiguren im Vordergrund sind kleiner als die Figuren der Hauptszene. Sie befinden sich links und rechts in den unteren Ecken des Gemäldes. Die Figuren sind kniend zur Bildmitte hingewandt und blicken auf Kunigunde. Ihre Hände sind in einem Betegestus aneinander gelegt. Auf der linken Seite befinden sich drei unterschiedlich alte Stifterfiguren und ein Heiliger. Der heilige Andreas steht hinter den Stiftern und hat seine rechte Hand auf die Schulter des ältesten Mannes gelegt. In seiner linken Hand hält er ein auf den Boden gestütztes Andreaskreuz. Er trägt einen Mantel über einem dunklen Gewand und hat etwa schulterlange graue Haare und einen Bart. Seinen Kopf umgibt ein goldener Nimbus. Die beiden älteren Personen tragen schwarze Gewänder. Der älteste hat schulterlange graue Haare und hält zwischen seinen Händen einen Rosenkranz, an dem ein Totenschädel zu sehen ist. Zu seiner linken kniet ein etwas jüngerer Mann mit braunen Haaren. Vor den beiden befindet sich ein Wappen. Die dritte Stifterfigur zeigt einen kleinen Jungen mit hellen Haaren in einem langen, helleren Gewand. Er kniet leicht hinter dem mittleren Mann.
In der rechten Ecke des Gemäldes befinden sich weibliche Stifterfiguren. Hinter der ältesten Frau steht ein Heiliger, der in seiner rechten Hand eine Hellebarde hält. Er trägt ein dunkles Gewand unter einem roten Mantel und hat einen Bart und braune Haare. Seinen Kopf umgibt ein goldener Nimbus. Die linke Hand des Heiligen ruht auf der Schulter der ältesten Frau. Sie trägt ein dunkles Gewand und um hat Kopf und Hals ein weißes Kopftuch gewickelt. In den Händen hält sie einen Rosenkranz. Neben ihr knien vier Mädchen. Alle tragen helle Gewänder und haben hochgesteckte, blonde Haare. Vor den Figuren befindet sich ein weiteres Wappen.

### Mittelgrund: Hauptszene

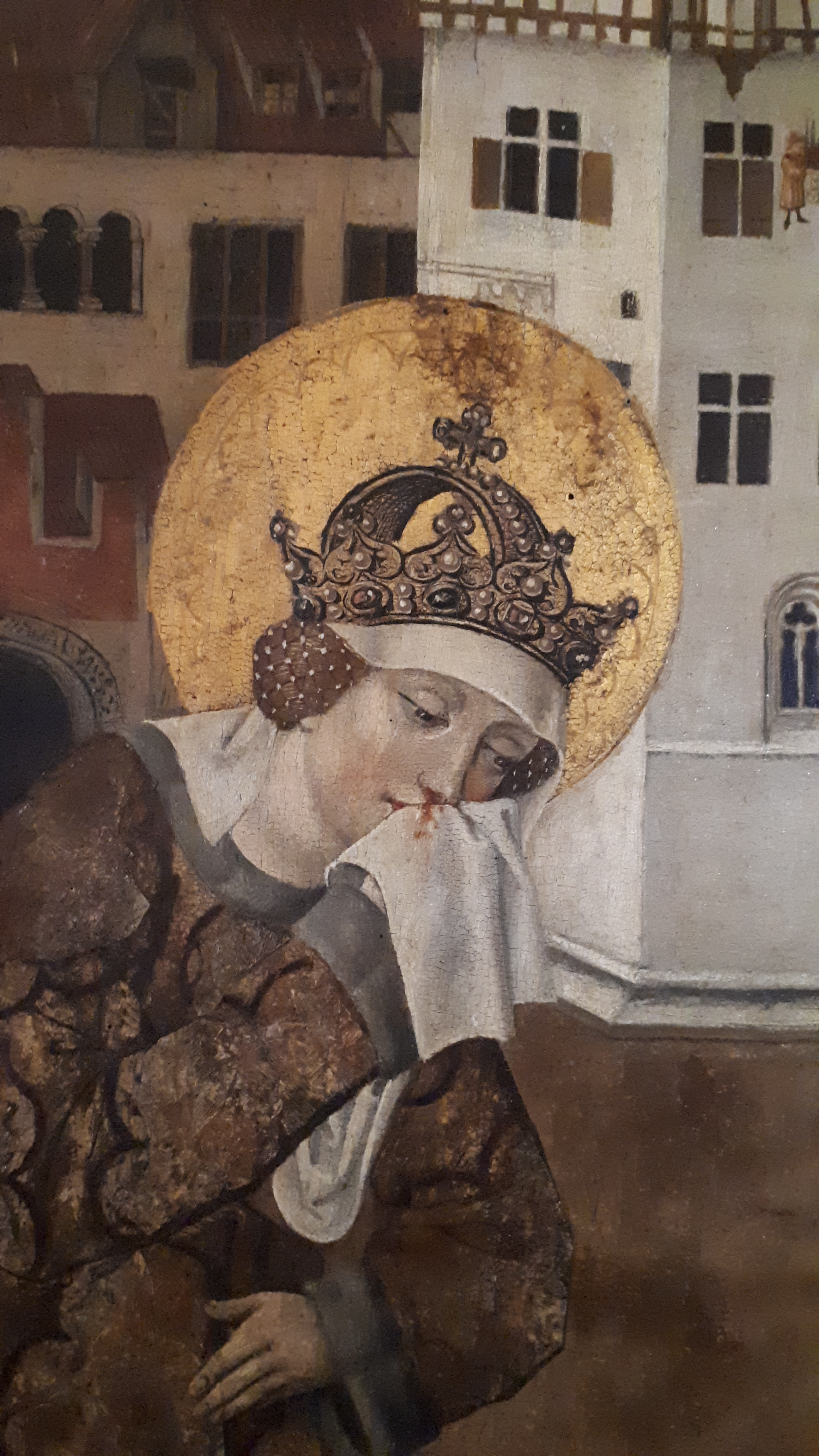
Feuerprobe der Hl Kunigunde, Detail: Kunigundes Gesicht

Im Mittelgrund auf der linken Bildhälfte ist die Feuerprobe der heiligen Kunigunde zu sehen. Es sind drei Frauen erkennbar. Die rechte Frau, Kunigunde, ist vornübergebeugt und hält ihre linke Hand an ihren Bauch oder hebt ihr Gewand an. Mit der rechten Hand hält sie sich ein weißes Tuch an ihre blutende Nase. Kunigunde läuft barfuß über rot glühende Pflugscharen und blickt vor sich auf den Boden. Sie steht auf den ersten zwei der drei Pflugscharen. Sie trägt ein langes, goldenes Gewand mit großem Muster und weißem Kragen. Ihre Haare sind hochgesteckt und weißer Stoff verdeckt ihre Stirn. Darüber trägt sie eine prachtvolle Krone. Ihren Kopf umgibt ein goldener Nimbus. Die anderen beiden Frauen stehen eng nebeneinander, die Köpfe einander zugeneigt und blicken auf Kunigunde. Die linke der beiden trägt ein langes, rotes Kleid mit rot-weißen Ärmeln und Verzierungen am Ausschnitt und dazu eine rote Kopfbedeckung. Das Gewand ist vor ihr auf dem Boden in Richtung der Pflugscharen drapiert. Aufgrund der Beschädigung ist nur die linke Hälfte ihres Oberkörpers und Gesichts erkennbar. Die Frau neben ihr trägt ein bodenlanges blaues Kleid mit breiten Borten an Saum und Ärmeln. Der Ausschnitt ihres Kleides sieht aus wie der der Frau neben ihr. Ihr rechter Arm ist angewinkelt. In der linken Hand hält sie ein Paar Handschuhe und hebt ihr Gewand an. Darunter kommt bunt karierter Stoff zum Vorschein. Sie hat ihre Haare hochgesteckt und trägt eine Kopfbedeckung.
Auf der rechten Bildhälfte sind sechs Männer zu sehen, unter ihnen Heinrich II. Er steht aufrecht und blickt zu Kunigunde. Er scheint einen Schritt auf sie zuzumachen und deutet mit der rechten Hand in ihre Richtung. In der linken Hand hält er ein goldenes Zepter. Er trägt einen langen, groß gemusterten Mantel mit großen Ärmeln und umgeschlagenen Kragen. Außerdem trägt er eine schwarze Hose und rote Schuhe und hat schulterlange dunkle Haare und einen Bart. Heinrich trägt eine reich verzierte Krone, hat aber keinen Heiligenschein. Zu seiner Rechten steht ein Mann, der seinen Kopf zu Heinrich gewandt hat und ihn ansieht. In seiner rechten Hand hält er ein langes, auf den Boden gestütztes Richtschwert. Das Schwert ist fast so groß, wie die Personen und mit goldenen Ornamenten verziert. Mit der linken Hand deutet der Mann auf das Schwert, als würde er Heinrich zu einem Urteil drängen. Er hat keinen Bart und trägt einen knielangen Mantel, der mit einer großen Schnalle geschlossen ist. Unter seinem Mantel ist ein Schwert zu sehen. Er trägt eine rote Hose und schwarze Schuhe und eine rot-golden gestreifte Kopfbedeckung, die seine Haare verdeckt. Hinter Heinrichs II. steht ein Mann mit Turban. Er trägt einen blauen Mantel mit einem breiten Gürtel, an dem ein Schwert befestigt ist. Mit seiner rechten Hand hält er seinen Gürtel, mit der linken deutet er zu Kunigunde, in deren Richtung er blickt. Neben ihm ist ein Mann zu sehen, der dem Mann mit Turban zugewandt ist und seine Hand auf dessen Schulter legt. Er trägt einen roten Hut und hat braune Haare und einen Bart. Die anderen beiden Männer hinter ihnen blicken zu Kunigunde.

### Hintergrund
Im Hintergrund des Gemäldes ist die alte Hofhaltung in Bamberg zu sehen. Das linke Gebäude hat Arkadenfenster und einen stufenartig aufgebauten Vorbau, an dem zwei Wappen erkennbar sind. Im Inneren befinden sich zwei Personen. In der Mitte der Bildbreite befindet sich ein Turm. Zwischen dem Turm und den Gebäuden auf der rechten Bildseite befindet sich eine Gruppe von Personen, die in Richtung des Gottesurteils reiten. Es sind sieben Personen und drei Pferde erkennbar. Auf einem weißen Pferd reitet Heinrich II. an der Spitze der Gruppe. Neben ihm steht ein Mann in roter Kleidung, der ihn ansieht und seine Hand in Heinrichs Richtung streckt. Heinrich II. beugt sich zu ihm. Diese Szene ist zeitlich vor der Hauptszene einzuordnen: ein Hofdiener berichtet Heinrich vom angeblichen Ehebruch Kunigundes.

## Erhaltungszustand

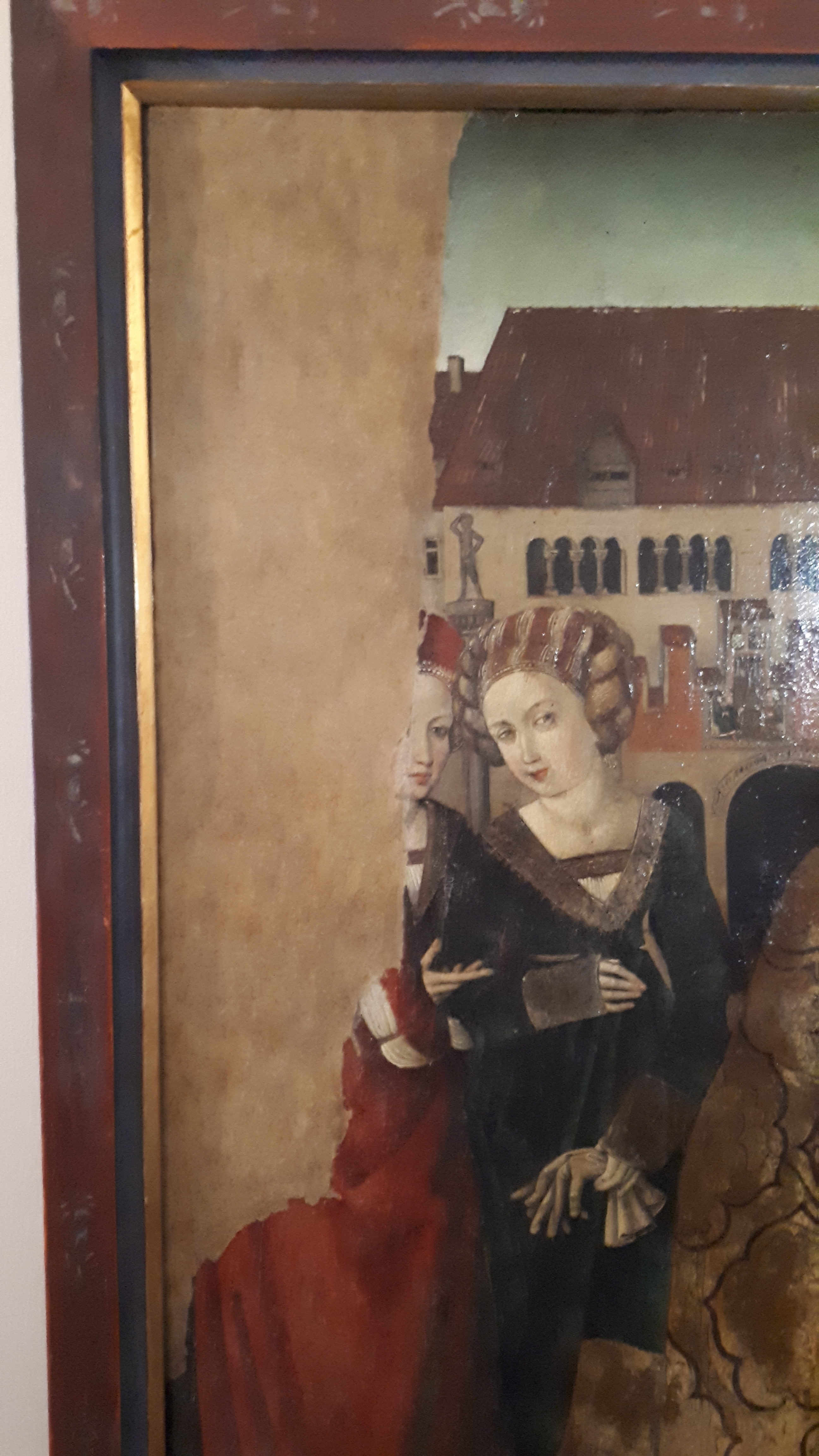
Feuerprobe der Hl Kunigunde, Wolfgang Katzheimer, Detail: Schaden

Das Gemälde hat einige Schäden. Am auffälligsten ist die große Beschädigung an der linken Seite des Bildes, die 1910 durch einen Brand im Schloss Guttenberg entstand. An dieser Stelle fehlt die gesamte Malschicht und damit der Rest der Darstellung einer Hofdame und des schmalen Anbaus an den Palas der Alten Hofhaltung. Eventuell war daneben ursprünglich noch die Andreaskapelle sichtbar. Des Weiteren sind im Holz des Gemäldes einige Löcher.

## Ikonographie

### Kunigunde und Heinrich
Kunigunde und Heinrich zeichnen sich aus durch ihre goldenen Gewänder und Kronen, die sie als Kaiserpaar identifizieren. Obwohl beide heiliggesprochen wurden ist auf dem Gemälde nur Kunigunde mit Nimbus dargestellt. Heinrich ist dagegen aufgrund seiner Ungläubigkeit seiner Frau gegenüber ohne Heiligenschein dargestellt.

### Heilige
Bei dem Heiligen in der linken unteren Bildecke handelt es sich um den heiligen Andreas, erkennbar an dem Kreuz, dass er bei sich trägt.
Der Heilige in der rechten unteren Bildecke ist schwerer zuzuordnen, da er außer einer Hellebarde keine weiteren Attribute bei sich hat. Es könnte sich um den Heiligen Judas Thaddäus oder den Heiligen Matthias handeln.  Auf der Website der Kunstverwaltung des Bundes wird er als Heiliger Matthias identifiziert. Er wurde allerdings auch schon als Heiliger Jacobus identifiziert.

### Wappen

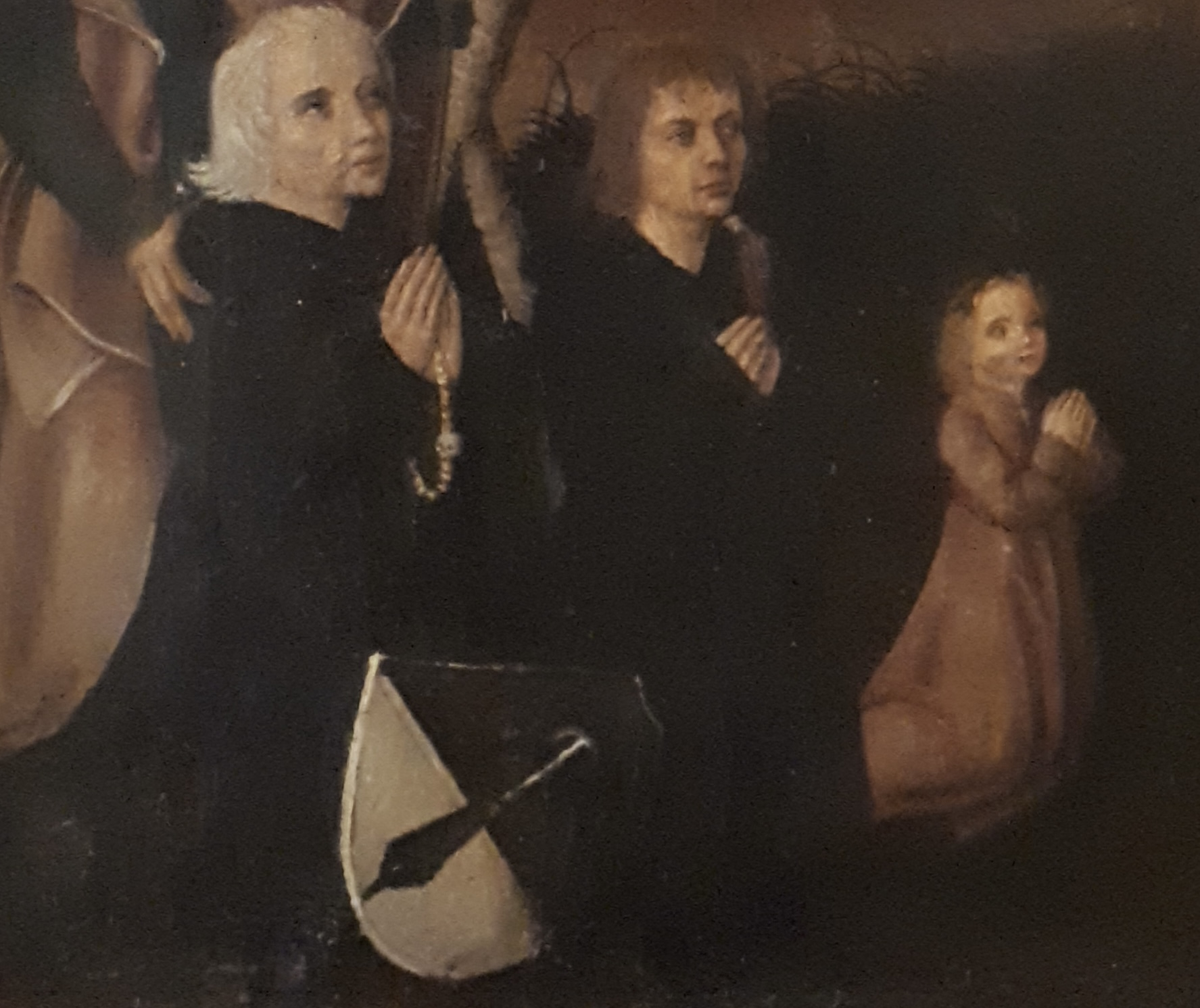
Feuerprobe der Hl Kunigunde, Wolfgang Katzheimer, Detail: Stifterfiguren mit Wappen (links)

Das linke Wappen besteht aus einem schräggeteilten Halbrundschild und zeigt eine künstliche Figur. Die heraldisch rechte Hälfte des Wappens ist silber, die linke ist schwarz. Als künstliche Figuren werden in der Heraldik Gegenstände bezeichnet, die im weitesten Sinn menschengemacht sind. Dazu zählen etwa Alltagsgegenstände, Bauwerke, Kriegs- und Jagdgerät oder kirchliche Gegenstände. Hier ist vermutlich ein Werkzeug zu sehen.

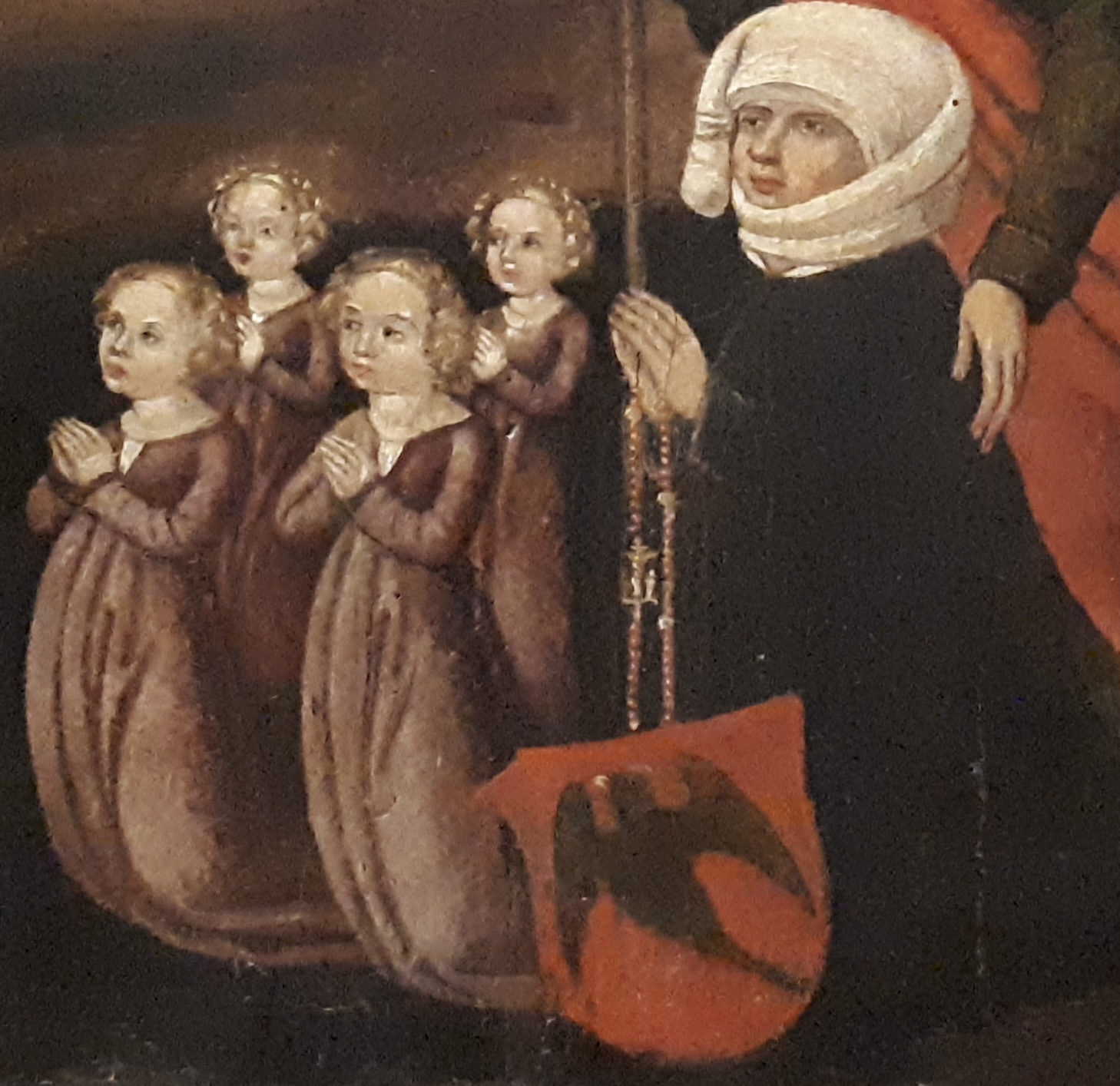
Feuerprobe der Hl Kunigunde, Wolfgang Katzheimer, Detail: Stifterfiguren mit Wappen (rechts)

Das rechte Wappen besteht aus einem Halbrundschild und zeigt die gemeine Figur eines auffliegenden Raben. Als gemeine Figuren werden Dinge aus der Natur, wie Tiere, Pflanzen, oder Menschen, aber auch Fabelwesen und geometrische Figuren bezeichnet. Der Grund des Wappens ist rot. Das Wappen zeigt einen auffliegenden Raben mit schwarzem Gefieder und goldenem Schnabel, wie bei heraldischen Darstellungen von Raben üblich. Aufgrund seiner Assoziation mit den höchsten Göttern war er im keltisch-germanischen Raum hoch angesehen und wurde zu einem der wichtigsten Symboltieren in der Heraldik. Aufgrund seiner schwarzen Farbe wurde er in der christlichen Allegorie als Symbol negativ besetzt und in der Heraldik des Mittelalters weniger genutzt.

## Alte Hofhaltung
Das Gemälde zeigt die östliche Palasfront der Alten Hofhaltung in Bamberg, wie sie bis Mitte des 16. Jahrhunderts aussah. Von links nach rechts dargestellt sind der Palas mit Mauer, die Hohe Warte und die Domkurien. Am beschädigten Teil des Gemäldes fehlen die Andreaskapelle und ein Teil des schmalen Anbaus an den Palas.
Nach dem Tod seines Vaters erbte Heinrich II. das Castrum Babenberg von diesem und schenkt es Kunigunde anlässlich ihrer Hochzeit als Morgengabe. Nachdem er 1002 zum König gewählt worden war, gab er den Bau des Doms in Auftrag, sowie den der daran anschließende Pfalz.

### Palas
Der Palas wurde ab 1003 unter Kaiser Heinrich II. erstmals errichtet, sah damals aber noch anders aus als auf dem Gemälde. Nach einem Brand wurde der Palas wieder aufgebaut und modernisiert. Diesen Zustand zeigt eine Federzeichnung von 1476. Es wurden vier Arkadengruppen zur Belichtung des Festsaales eingebaut. Der Palas hatte damit vier große Rundbogenarkaden mit jeweils vier Bogenöffnungen. Eine der Arkadengruppen wurde durch rechteckige gotische Fenster ersetzt, von denen auf dem Gemälde zwei zu sehen sind.

### Mauer vor dem Palas
Von der Andreaskapelle bis zur Hohen Warte verlief vor dem Palas eine Mauer mit Zinnen, die einen kleinen Hof vom Domplatz abgrenzte. In der Mauer befanden sich ein rundbogiges Tor und eine kleinere Fußgängerpforte. Über dem Tor befanden sich gestaffelte Zinnen und eine Wandmalerei auf einer eingetieften Fläche. Die Wandmalerei, auch auf dem Gemälde zu sehen, zeigte Heinrich II. und Kunigunde mit einem Modell des Bamberger Doms und zwei Wappen. Links befand sich das bayerische Wappen Heinrichs II. und daneben das luxemburgische Wappen Kunigundes, das einen Löwen auf dunklem Grund zeigt.

### Andreaskapelle
Die Andreaskapelle ist auf dem Gemälde nicht mehr sichtbar. Laut Legende soll die Feuerprobe nicht auf dem Domplatz, sondern in der Andreaskapelle durchgeführt worden sein. Das zweistöckige Gebäude mit oktogonalem Grundriss befand sich am südlichen Ende der Alten Hofhaltung und hatte Rundbogenfenster und ein Zeltdach.

### Hohe Warte
Die Hohe Warte wurde erst im 13. Jahrhundert errichtet, zur Zeit Heinrich II., in der die Feuerprobe stattgefunden haben soll, existierte sie also noch nicht. Die Hohe Warte befindet sich auf dem Gemälde rechts des Palas. Von Mai 1488 bis 1489, einige Jahre vor der Entstehung der Feuerprobe der Kunigunde von Katzheimer, wurden an der Hohen Warte Bauarbeiten durchgeführt. Grund hierfür war ein Brand, bei dem die Hohe Warte beschädigt wurde. Auf dem Gemälde ist der obere Teil des Turmes als Fachwerkbau mit kleineren Ecktürmen und Erkern zu sehen. Davor bestand das Obergeschoss aus Brettern, wie auf einer Federzeichnung von 1476 zu sehen.

### Domkurien
Die auf dem Gemälde rechts dargestellten Domkurien befinden sich an der Stelle des Eingangsflügels der Neuen Residenz. Beim Bau der Neuen Residenz unter Fürstbischof Johann Philipp von Gebsattel mussten ab 1603 einige der benachbarten Herrenhöfe weichen.

## Sage / Legende
Die Legende der Pflugscharenprobe wurde in den Viten Heinrichs und Kunigundes beschrieben. Die Vita Heinrici, deren Erweiterung Adiidamentum Vitae Heinrici, sowie die Vita Cunegundis entstanden für den Kanonisationsprozess Heinrichs und Kunigundes. Der Fokus der Vita Cunegundis liegt auf Wundern und Legenden um Kunigunde, sowie ihren Tugenden als Nonne. Als einer der wichtigsten Gründe für die Heiligsprechung Heinrichs II. wird in seiner Kanonisationsurkunde die treue, kinderlose Ehe des Kaiserpaares genannt. Sie wird zu diesem Zeitpunkt als „Josephsehe“ interpretiert, was durch die Legende von Kunigundes Gottesprobe als Beweis ihrer Treue und Jungfräulichkeit begründet wurde. Die Interpretation der Kinderlosigkeit des Paares aufgrund einer Josephsehe war auch insoweit wichtig, dass eine kinderlose Ehe zu dieser Zeit als Strafe Gottes oder als Fluch aufgefasst werden konnte. Ein freiwilliger Verzicht auf Kinder war dagegen schon aus früheren königlichen Heiligenlegenden bekannt. Die Legende der Pflugscharenprobe wurde im frühen 13. Jahrhundert erweitert und ausgeschmückt. Durch weitere Dialoge, Details und Gefühle stand die Beziehung und emotionale Bindung zwischen Kunigunde und Heinrich mehr im Mittelpunkt als in älteren Versionen.
Es gibt einige unterschiedliche Versionen der Legende, in denen vor allem Heinrich sehr unterschiedlich dargestellt wird.
In einer Version der Legende beeinflusst der Teufel Heinrich II. und bringt ihn dazu zu denken seine Frau Kunigunde hätte mit einem Ritter geschlafen und Ehebruch begangen. Deshalb verurteilt er sie zu einem Gottesurteil, bei dem sie barfuß über fünfzehn Fuß glühende Pflugscharen gehen muss. Während der Pflugscharenprobe betet Kunigunde zu Gott und beteuert ihre Jungfräulichkeit, weshalb Heinrich vor Scham wütend wird und ihr ins Gesicht schlägt. Daraufhin spricht eine Stimme zu Kunigunde, die ihr versichert, Maria würde ihr helfen und sie geht unverletzt über die glühenden Pflugscharen.
In einer anderen Version fällt Heinrich Kunigunde nach Beweis ihrer Unschuld zu Füßen und schlägt sie nicht weiter. Die Idee für das Gottesurteil soll von Kunigunde gekommen sein, die ihre Unschuld beweisen wollte.

## Provenienz
Die ursprüngliche Stifterfamilie, die das Gemälde in Auftrag gegeben hat und darauf mit ihren Wappen abgebildet ist konnte noch nicht ermittelt werden. Während der Säkularisation ging das Gemälde von kirchlichem in Privatbesitz über. Es befand sich im Besitz von Freiherr von Guttenberg. Auf Schloss Gutenberg überstand das Bild 1910 einen Brand. Aus fränkischem Adelsbesitz wurde es am 6. Januar 1943 für den Sonderauftrag Linz gekauft und sollte Teil der Sammlung des damals geplanten Führermuseums werden. Heute ist das Gemälde Teil der Bayerischen Staatsgemäldesammlung und befindet sich in der Staatsgalerie in der Neuen Residenz Bamberg unter der Inventarnummer L 1031.

## Andere Darstellungen
Zeichnungen von Katzheimer:

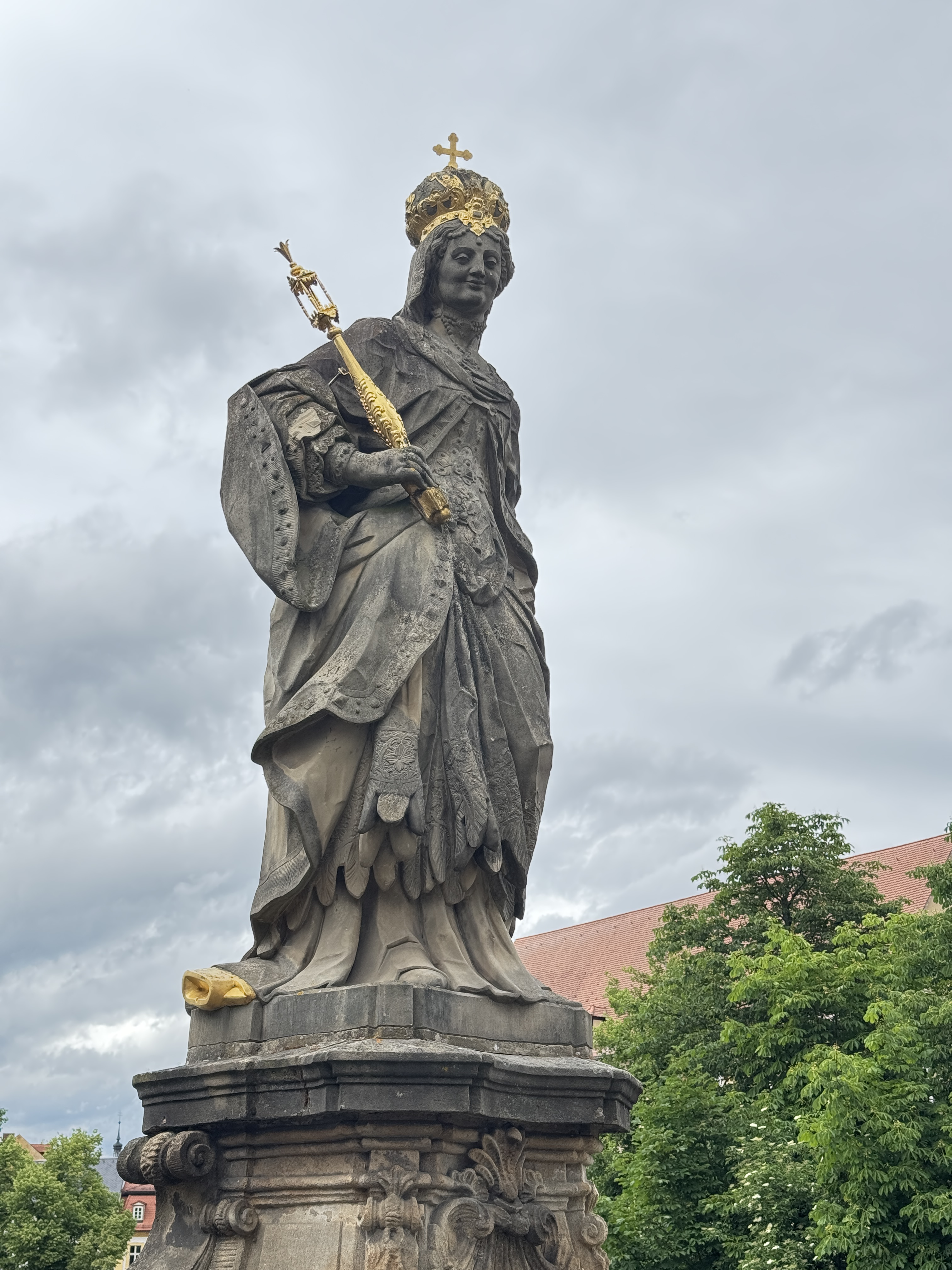
Statue der Kaiserin Kunigund von 1750

- Gottesurteil der glühenden Pflugscharen, Wolfgang Katzheimer, Federzeichnung, 15. Jh.[38]
- Die Kaiser- und Bischofspfalz auf dem Domberg in Bamberg: Federzeichnung in Braun mit Deckfarben, Wolfgang Katzheimer, ca. 1480[39]

Weitere Darstellungen:

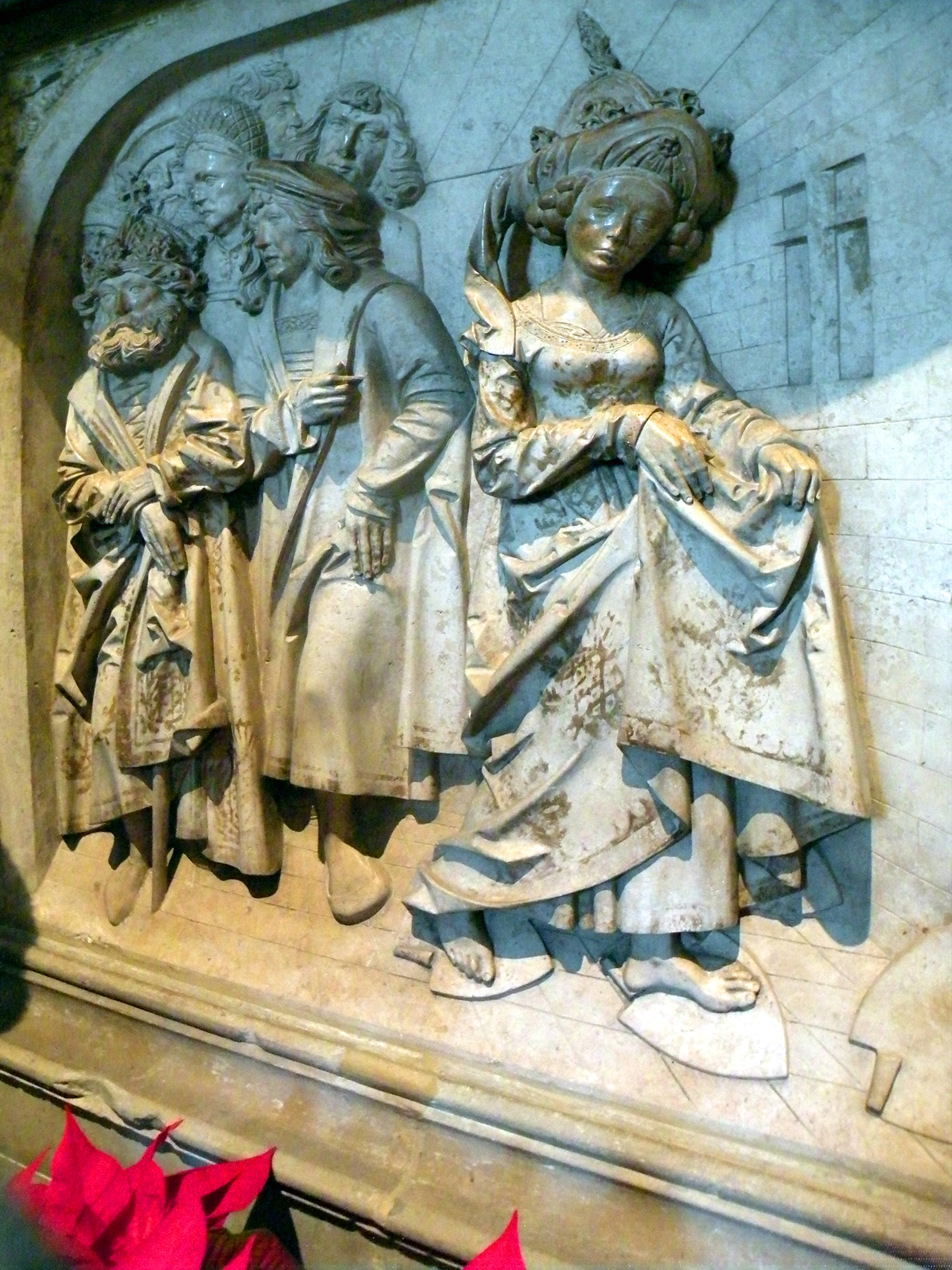
Kaisergrab im Bamberger Dom, Relief, Tilman Riemenschneider, 1499–1513

- Das Pflugscharenwunder: Relief an der Seite des Kaisergrabes im Bamberger Dom, Tilman Riemenschneider, 1499–1513[40]

- Pflugscharenprobe der Kunigunde, Buchmalerei, 13. Jhd.[41]